# An Intimate Evening with Lea Michele
An Intimate Evening with Lea Michele (también llamada Places Tour) Es la primera gira de conciertos de la cantante estadounidense Lea Michele, en apoyo de su primer y segundo álbum de estudio, Louder (2014) y Places (2017). La gira comenzó el 23 de enero de 2017 en el Hotel Café de Los Ángeles.

## Antecedentes
El 11 de enero de 2017, Michele anunció en sus redes sociales que haría una mini gira en enero y dijo: "Mis increíbles fans siempre han estado ahí para mí. Me inspiran. Me han apoyado, me han alentado y Me preparé para este próximo álbum. Quería que todos supieran lo importante que son para mí. Estos shows son un vistazo a mi próximo álbum, así como las canciones de Louder y quizás ... incluso un poco de las canciones de Glee. " Los boletos en preventa para los espectáculos estuvieron disponibles el 12 de enero de 2017, y las ventas de boletos en general comenzaron el día siguiente el 13 de enero. Los tres primeros shows se agotaron más tarde ese mismo día.
En su presentación en el Hotel Café, Michele cantó las siguientes canciones de su próximo álbum, Places, en vivo por primera vez: "Run to You", "Heavy Love", "Anything's Possible", "Love Is Alive, "Sentimental Memories" y "Getaway Car". El 3 de marzo de 2017, Michele lanzó "Love Is Alive" como el único sencillo de Places, y también confirmó la continuidad de la gira al anunciar que agregará nuevas fechas de gira. Las fechas adicionales para los shows en los Estados Unidos y Canadá se anunciaron el 6 de marzo de 2017. Una presentación única en Londres, Inglaterra, se anunció el 10 de abril de 2017, con preventa a partir de dos días. más tarde, el 12 de abril.

## Repertorio
Estas canciones representan las canciones interpretadas en el show de Londres el 21 de abril de 2017. No representan todas las canciones presentadas durante la gira.
1. "Cannonball"
2. "Run to You"
3. "Love Is Alive"
4. "Battlefield"
5. "Sentimental Memories"
6. "Heavy Love"
7. "Anything's Possible"
8. "Glitter in the Air" (Pink cover)
9. "Poker Face" (Lady Gaga cover)
10. "Make You Feel My Love" (Adele cover)
11. "The Scientist" (Coldplay cover)
12. "Don't Stop Believin'" (Journey cover)
13. "Getaway Car"
14. "My Man" (Barbra Streisand cover)
15. "You're Mine"

|}
Notes
- "Rolling in the Deep" fue presentada en el espectáculo de Filadelfia junto con Jonathan Groff como invitado especial.

## Fechas
| Fecha                | Ciudad            | País              | Lugar                | Asistencia        | Ventas            |                   |
| América del Norte    | América del Norte | América del Norte | América del Norte    | América del Norte | América del Norte | América del Norte |
| -------------------- | ----------------- | ----------------- | -------------------- | ----------------- | ----------------- | ----------------- |
| 23 de enero de 2017  | Los Ángeles       | Estados Unidos    | Hotel Café           |                   |                   |                   |
| 26 de enero de 2017  | Nueva York        | Estados Unidos    | Appel Room           |                   |                   |                   |
| 30 de enero de 2017  | Santa Mónica      | Estados Unidos    | The Broad Stage      |                   |                   |                   |
| Europa               |                   |                   |                      |                   |                   |                   |
| 21 de abril de 2017  | Londres           | Reino Unido       | Shoreditch Town Hall |                   |                   |                   |
| Norteamérica         |                   |                   |                      |                   |                   |                   |
| 1 de mayo de 2017    | Filadelfia        | Estados Unidos    | Merriam Theater      | 1,087 / 1,512     | $49,009           |                   |
| 3 de mayo de 2017    | Boston            | Estados Unidos    | Shubert Theatre      |                   |                   |                   |
| 4 de mayo de 2017    | Ledyard           | Estados Unidos    | Fox Theater          |                   |                   |                   |
| 6 de mayo de 2017    | Toronto           | Canadá            | Massey Hall          |                   |                   |                   |
| 8 de mayo de 2017    | Seattle           | Estados Unidos    | Moore Theatre        |                   |                   |                   |
| 10 de mayo de 2017   | San Francisco     | Estados Unidos    | Palace of Fine Arts  |                   |                   |                   |
| 8 de octubre de 2017 | Nueva York        | Estados Unidos    | Summerstage          | —                 | —                 |                   |
| Total                | Total             | Total             | Total                | —                 | —                 |                   |